# José da Silva Chaves
Dom José da Silva Chaves (São Domingos, 15 de maio de 1930) é um bispo emérito católico da Diocese de Uruaçu, em Goiás.

## Biografia
Dom José nasceu em São Domingos, Goiás, filho de Leobino da Silva Chaves e Bertulina Valente Chaves. Estudou Filosofia em Belo Horizonte e Diamantina, Minas Gerais, de 1949 a 1951. Os estudos teológicos foram concluídos no Seminário Santa Cruz, em Silvânia, Goiás, nos anos de 1952 a 1955. Ainda estudou Direito Canônico, Liturgia e Parapsicologia (intensivo), em São Paulo. Foi ordenado padre em 8 de dezembro de 1955, em Goiânia.
Sua nomeação episcopal aconteceu em 26 de novembro de 1967 e a ordenação em 11 de fevereiro de 1968, também em Goiânia. Foi bispo-auxiliar de Uruaçu, de 1968 a 1969; administrador sede plena da Diocese de Uruaçu, de 1969 a 1976; responsável pelos religiosos do Regional Centro-Oeste da CNBB; membro da Comissão Episcopal para a Revisão de tradução de textos litúrgicos da CNBB e da Comissão Episcopal para Seminários do Regional Centro-Oeste; responsável pelo Conselho Interconfessional do Ensino Religioso do estado de Goiás (CIER-GO), Ensino Religioso e Pastoral da Educação; presidente do Regional Centro-Oeste, de 1977 a 1978; membro da Comissão Representativa da CNBB; membro do Conselho Fiscal da CNBB; bispo de Uruaçu, de 1976 a 2007; e vice-presidente do Regional Centro-Oeste em três gestões.
São de sua autoria o livro Pequenas histórias da Diocese de Uruaçu. Escreveu também pequenos livros de instrução religiosa (catequese) e Cartas Pastorais sobre eleições.